# Sabicea pilosa
Sabicea pilosa är en måreväxtart som beskrevs av William Philip Hiern. Sabicea pilosa ingår i släktet Sabicea och familjen måreväxter. Inga underarter finns listade i Catalogue of Life.